# Halálozások 2002-ben
Ez a szócikk a 2002-es évben elhunyt nevezetes személyeket sorolja fel.

## December
| Dátum        | Név                    | Foglalkozás / tisztség                                                        | Kor | Forrás |
| ------------ | ---------------------- | ----------------------------------------------------------------------------- | --- | ------ |
| december 30. | Mary Brian             | amerikai színésznő                                                            | 096 |        |
| december 27. | George Roy Hill        | amerikai filmrendező (Az ötös számú vágóhíd)                                  | 081 |        |
| december 24. | Kádár György           | Kossuth-díjas magyar grafikus és festő                                        | 090 | –      |
| december 24. | Tita Merello           | argentin énekesnő, táncosnő, színésznő                                        | 098 |        |
| december 22. | Enriqueta González Baz | mexikói matematikus                                                           | 087 | –      |
| december 22. | Desmond Hoyte          | guyanai politikus, miniszterelnök (1984–1985), köztársasági elnök (1985–1992) | 073 | –      |
| december 22. | Joe Strummer           | brit rock- és punkzenész (The Clash)                                          | 050 | –      |
| december 22. | Kenneth Tobey          | amerikai színész                                                              | 085 |        |
| december 21. | José Hierro            | Cervantes-díjas spanyol költő                                                 | 080 |        |
| december 20. | Grote Reber            | amerikai rádiócsillagász                                                      | 090 |        |
| december 16. | Luis Ernesto Castro    | uruguayi labdarúgó                                                            | 081 |        |
| december 14. | Enrique Tarigo         | uruguayi politikus, alelnök                                                   | 075 | –      |
| december 12. | Dee Brown              | amerikai történész, könyvtáros, regényíró                                     | 094 | –      |
| december 12. | Brad Dexter            | amerikai producer, színész (A hét mesterlövész)                               | 085 |        |
| december 11. | Schütz Ila             | Jászai Mari-díjas színésznő                                                   | 058 |        |
| december 10. | Julie Schmitt          | olimpiai bajnok (1936) német tornász                                          | 089 | –      |
| december 3.  | Klaus Löwitsch         | német színész                                                                 | 066 |        |
| december 2.  | Ivan Illich            | osztrák filozófus                                                             | 076 |        |
| december 2.  | Marx György            | fizikus, az MTA tagja                                                         | 075 |        |
| december 2.  | Mal Waldron            | amerikai dzsesszzongorista                                                    | 077 |        |

## November
| Dátum        | Név                     | Foglalkozás / tisztség                              | Kor | Forrás |
| ------------ | ----------------------- | --------------------------------------------------- | --- | ------ |
| november 29. | Daniel Gélin            | francia színész                                     | 081 |        |
| november 27. | Wolfgang Preiss         | német színész                                       | 092 |        |
| november 25. | Karel Reisz             | cseh-zsidó származású brit filmrendező              | 076 |        |
| november 24. | John Rawls              | amerikai filozófus                                  | 081 |        |
| november 23. | Bogen Erna              | olimpiai bronzérmes, világbajnok vívó               | 095 |        |
| november 23. | Roberto Matta           | chilei építész, festő, költő                        | 091 |        |
| november 20. | Niddy Impekoven         | német táncosnő, koreográfus, színésznő              | 098 |        |
| november 18. | James Coburn            | Oscar-díjas amerikai színész                        | 074 |        |
| november 17. | Abba Eban               | izraeli diplomata, külügyminiszter                  | 087 |        |
| november 15. | Szon Gidzsong           | olimpiai bajnok (1936) koreai atléta, maratoni futó | 088 | –      |
| november 13. | Juan Alberto Schiaffino | világbajnok uruguayi, majd olasz labdarúgó, edző    | 077 | –      |
| november 12. | Doncsecz Károly         | fazekas, országos hírű népi iparművész              | 084 | –      |
| november 11. | Alberto Tenenti         | olasz–francia történész                             | 078 |        |
| november 10. | Michel Boisrond         | francia filmrendező, forgatókönyvíró                | 081 | –      |
| november 9.  | Jan Hulsker             | holland művészettörténész                           | 095 |        |
| november 6.  | Michel Majerus          | luxemburgi festő, szobrász                          | 035 |        |
| november 5.  | Kontha Károly           | labdarúgó, edző                                     | 077 |        |
| november 4.  | Antonio Margheriti      | olasz rendező, forgatókönyv-író, producer           | 072 |        |
| november 3.  | Ulrika Babiaková        | szlovák csillagász                                  | 026 |        |
| november 2.  | Charles Sheffield       | angol-amerikai matematikus, fizikus, sci-fi-író     | 067 |        |

## Október
| Dátum       | Név                    | Foglalkozás / tisztség                                            | Kor | Forrás |
| ----------- | ---------------------- | ----------------------------------------------------------------- | --- | ------ |
| október 31. | Miháil Sztaszinópulosz | görög politikus, államfő (1974–1975)                              | 099 | –      |
| október 31. | Raf Vallone            | olasz színész, rendező                                            | 086 |        |
| október 30. | Juan Antonio Bardem    | spanyol forgatókönyvíró, filmrendező                              | 080 |        |
| október 29. | Marina Berti           | olasz színésznő                                                   | 078 | –      |
| október 28. | Margaret Booth         | amerikai filmvágó                                                 | 104 |        |
| október 28. | Varga Mátyás           | díszlettervező, festő- és iparművész, grafikus                    | 091 |        |
| október 27. | Tóth Endre             | magyar származású amerikai filmrendező, forgatókönyvíró, producer | 089 |        |
| október 25. | Richard Harris         | ír színész, énekes, dalszövegíró, színproducer, filmrendező, író  | 072 |        |
| október 25. | René Thom              | francia Fields-érmes matematikus                                  | 079 |        |
| október 24. | Hernán Gaviria         | kolumbiai válogatott labdarúgó                                    | 032 | –      |
| október 24. | Scott Plank            | amerikai színész                                                  | 043 |        |
| október 23. | Gyarmati István        | fizikus, fizikokémikus, az MTA tagja                              | 073 |        |
| október 23. | Marianne Hoppe         | német színésznő                                                   | 093 |        |
| október 23. | Nathan Juran           | amerikai filmrendező                                              | 095 |        |
| október 21. | Kaisa Parviainen       | olimpiai ezüstérmes (1948) finn atléta, gerelyhajító              | 087 | –      |
| október 20. | Bernard Fresson        | francia színész (Felettünk az ég)                                 | 071 |        |
| október 19. | Nyikolaj Rukavisnyikov | szovjet űrhajós                                                   | 070 | –      |
| október 19. | Héctor Trujillo        | Dominikai köztársasági politikus, államelnök (1952–1960)          | 094 | –      |
| október 12. | Horváth Júlia Terézia  | irodalomtörténész                                                 | 048 | –      |
| október 11. | Betty Molesworth Allen | új-zélandi botanikus                                              | 089 | –      |
| október 10. | Mario de las Casas     | perui válogatott labdarúgó                                        | 101 | –      |
| október 10. | Teresa Graves          | amerikai színésznő, énekesnő                                      | 054 |        |
| október 9.  | Aileen Wuornos         | amerikai sorozatgyilkos                                           | 046 |        |
| október 8.  | Rényi Péter            | magyar újságíró, kritikus, politikai elemző                       | 082 | –      |
| október 7.  | Domenico Paolella      | olasz forgatókönyvíró, filmrendező                                | 086 |        |
| október 7.  | Tóth Endre             | rendező                                                           | 090 |        |
| október 6.  | Claus von Amsberg      | Beatrix holland királynő férje, holland herceg                    | 076 |        |
| október 5.  | Magda B. Arnold        | amerikai pszichológus                                             | 098 | –      |
| október 4.  | André Delvaux          | belga filmrendező (A Nő szürkületben)                             | 076 |        |
| október 2.  | Bruce Paltrow          | amerikai filmrendező, producer                                    | 058 |        |
| október 2.  | Oláh Tibor             | erdélyi magyar zeneszerző, egyetemi tanár                         | 074 |        |
| október 1.  | Elsa Nyholm            | svéd botanikus, briológus                                         | 091 | –      |

## Szeptember
| Dátum          | Név                           | Foglalkozás / tisztség                                                          | Kor | Forrás |
| -------------- | ----------------------------- | ------------------------------------------------------------------------------- | --- | ------ |
| szeptember 30. | Beck Rezső                    | repülőmodellező, sportvezető                                                    | 073 |        |
| szeptember 29. | Giuliana Cavaglieri Tesoro    | olasz-amerikai kémikus                                                          | 081 | –      |
| szeptember 27. | Kónya István                  | labdarúgó (Dorog)                                                               | 076 | –      |
| szeptember 26. | Keresztes Attila              | olimpiai bajnok kardvívó                                                        | 074 |        |
| szeptember 25. | Grigássy Éva                  | költő, műfordító, újságíró                                                      | 077 |        |
| szeptember 22. | Jan de Hartog                 | holland író                                                                     | 088 |        |
| szeptember 19. | Robert Guéï                   | elefántcsontparti katonatiszt, politikus, elnök (1999–2000)                     | 061 | –      |
| szeptember 18. | Bob Hayes                     | olimpiai bajnok (1964) amerikai atléta, rövidtávfutó és amerikaifutball-játékos | 059 |        |
| szeptember 18. | Mauro Ramos                   | kétszeres világbajnok brazil válogatott labdarúgó                               | 072 | –      |
| szeptember 17. | Dida                          | világbajnok brazil válogatott labdarúgó                                         | 068 | –      |
| szeptember 17. | Petress István                | újságíró, rádióriporter                                                         | 069 | –      |
| szeptember 16. | James Gregory                 | amerikai karakterszínész                                                        | 090 |        |
| szeptember 14. | LaWanda Page                  | amerikai színésznő                                                              | 081 |        |
| szeptember 14. | Lolita Torres                 | argentin színésznő, énekesnő                                                    | 072 |        |
| szeptember 13. | Alekszandr Petrovics Kazancev | szovjet-orosz sci-fi-író, ufológus, sakkfeladványszerző                         | 096 |        |
| szeptember 11. | Kim Hunter                    | amerikai színésznő                                                              | 079 |        |
| szeptember 11. | Howard Levi                   | amerikai matematikus                                                            | 085 | –      |
| szeptember 11. | Johnny Unitas                 | amerikai amerikaifutball-játékos                                                | 069 |        |
| szeptember 11. | Roberto Vidal Bolaño          | galiciai színész, író                                                           | 052 |        |
| szeptember 10. | Kávay Zoltán                  | olimpikon evezős, edző, tanár                                                   | 071 |        |
| szeptember 8.  | Dieter Aschenborn             | német festő, Hans Aschenborn festő fia                                          | 086 | –      |
| szeptember 7.  | Katrin Cartlidge              | angol színésznő                                                                 | 041 |        |
| szeptember 7.  | Uziel Gal                     | német származású izraeli fegyvertervező, az Uzi feltalálója                     | 079 | –      |
| szeptember 7.  | Nagymarosi Mihály             | válogatott labdarúgó                                                            | 082 |        |
| szeptember 5.  | David Todd Wilkinson          | amerikai asztrofizikus, kozmológus                                              | 067 |        |
| szeptember 3.  | Dirk ter Haar                 | brit-holland fizikus                                                            | 083 |        |
| szeptember 3.  | Ted Ross                      | amerikai színész                                                                | 068 |        |

## Augusztus
| Dátum         | Név                          | Foglalkozás / tisztség                                              | Kor | Forrás          |
| ------------- | ---------------------------- | ------------------------------------------------------------------- | --- | --------------- |
| augusztus 31. | Lionel Hampton               | amerikai vibrafonos, zongorista, ütős, zenekarvezető, dzsesszzenész | 094 | –               |
| augusztus 31. | George Porter                | Nobel-díjas angol kémikus                                           | 081 |                 |
| augusztus 30. | J. Lee Thompson              | brit filmrendező, forgatókönyvíró és producer                       | 088 | –               |
| augusztus 29. | Marton Frigyes               | rendező                                                             | 074 | [ halott link ] |
| augusztus 27. | Cool James                   | tanzániai származású svéd hiphop előadó, zenei producer             | 032 |                 |
| augusztus 27. | Gion Nándor                  | vajdasági magyar író                                                | 061 |                 |
| augusztus 26. | Thomas Gordon                | amerikai pszichológus                                               | 084 | –               |
| augusztus 24. | Cornelis Johannes van Houten | holland csillagász                                                  | 082 | –               |
| augusztus 22. | Eszterhás György             | jogász, politikus, országgyűlési képviselő                          | 086 |                 |
| augusztus 22. | Lance Macklin                | brit autóversenyző                                                  | 082 | –               |
| augusztus 19. | Eduardo Chillida             | Wolf-díjas baszk szobrász                                           | 078 |                 |
| augusztus 19. | Rafael Conde                 | spanyol képzőművész                                                 | 063 |                 |
| augusztus 18. | Dean Riesner                 | amerikai forgatókönyvíró                                            | 083 |                 |
| augusztus 17. | Kalmár György                | újságíró                                                            | 075 | –               |
| augusztus 16. | Jeff Corey                   | amerikai színész, rendező                                           | 088 |                 |
| augusztus 10. | René Queyroux                | világbajnoki ezüstérmes, olimpiai bronzérmes francia párbajtőrvívó  | 074 |                 |
| augusztus 10. | Doris Wishman                | amerikai forgatókönyvíró, filmrendező, producer                     | 090 |                 |
| augusztus 7.  | Czene András                 | basszusgitáros (Rózsaszín Pittbull)                                 | 0?  |                 |
| augusztus 6.  | Jim Crawford                 | skót autóversenyző                                                  | 054 | –               |
| augusztus 6.  | Edsger Wybe Dijkstra         | holland matematikus, informatikus                                   | 072 |                 |
| augusztus 5.  | Baracs Sándor                | magyar-holland újságíró                                             | 101 |                 |
| augusztus 5.  | Josh Ryan Evans              | amerikai színész                                                    | 020 | –               |

## Július
| Dátum           | Név                | Foglalkozás / tisztség                                                                       | Kor | Forrás |
| --------------- | ------------------ | -------------------------------------------------------------------------------------------- | --- | ------ |
| július 30.      | Kuti István        | válogatott labdarúgó (MTK)                                                                   | 064 |        |
| július 29.      | Renato Pirocchi    | olasz autóversenyző                                                                          | 069 | –      |
| július 28.      | Archer Martin      | Nobel-díjas brit kémikus                                                                     | 092 | –      |
| július 27.      | Örvös Lajos        | író, költő, műfordító                                                                        | 078 |        |
| július 26.      | Tony Anholt        | brit színész (Alfa holdbázis, Az elveszett ereklyék fosztogatói)                             | 061 |        |
| július 25.      | Radnai György      | újságíró, az MTV sportosztályának volt vezetője                                              | 0?  | –      |
| július 24. után | Ozsváth Attila     | hegymászó                                                                                    | 045 |        |
| július 23.      | Leo McKern         | ausztrál születésű angol színész                                                             | 082 |        |
| július 23.      | Chaim Potok        | amerikai író és rabbi                                                                        | 073 |        |
| július 19.      | Alan Lomax         | amerikai zenetörténész, népzenegyűjtő                                                        | 087 |        |
| július 15.      | Fehér György       | Balázs Béla-díjas operatőr, tévéfilmrendező, színész                                         | 063 | –      |
| július 14.      | Joaquín Balaguer   | dominikai politikus, a Dominikai Köztársaság elnöke 1960–1962, 1966–1978 és 1986–1996 között | 095 |        |
| július 13.      | Yousuf Karsh       | örmény származású kanadai fotográfus                                                         | 093 |        |
| július 9.       | Rod Steiger        | amerikai filmszínész                                                                         | 077 |        |
| július 6.       | Dhirubhai Ambani   | indiai üzletember, a Reliance Industries vállalat alapítója                                  | 069 | –      |
| július 6.       | John Frankenheimer | amerikai filmrendező                                                                         | 072 |        |
| július 6.       | Cheikh El Hasnaoui | algériai kabil énekes                                                                        | 091 |        |
| július 5.       | Katy Jurado        | mexikói színésznő                                                                            | 078 |        |
| július 5.       | Ted Williams       | amerikai baseballozó                                                                         | 083 |        |
| július 4.       | Schmidt Éva        | tudományos kutató, tanár, néprajztudós, nyelvész                                             | 054 | –      |
| július 4.       | Laurent Schwartz   | francia Fields-érmes matematikus                                                             | 087 | –      |
| július 2.       | Ray Brown          | amerikai dzsessz-basszusgitáros                                                              | 075 |        |

## Június
| Dátum      | Név                     | Foglalkozás / tisztség                                               | Kor | Forrás |
| ---------- | ----------------------- | -------------------------------------------------------------------- | --- | ------ |
| június 29. | Rosemary Clooney        | amerikai énekesnő, színésznő                                         | 074 |        |
| június 28. | François Périer         | francia színész (Cabiria éjszakái)                                   | 082 |        |
| június 26. | Dolores Gray            | amerikai színésznő, énekesnő                                         | 078 |        |
| június 26. | Turgut Özatay           | török színész                                                        | 074 | –      |
| június 25. | Turhan Baytop           | török botanikus és gyógyszerész                                      | 082 |        |
| június 24. | Pierre Werner           | luxemburgi politikus, miniszterelnök (1959–1974 és 1979–1984)        | 088 |        |
| június 23. | Zsolt Róbert            | sportújságíró                                                        | 077 |        |
| június 22. | Okada Josio             | japán válogatott labdarúgó                                           | 075 | –      |
| június 20. | Tinus Osendarp          | olimpiai bronzérmes (1936) holland atléta, rövidtávfutó              | 086 | –      |
| június 17. | Fritz Walter            | volt német válogatott labdarúgó, az 1954-es világbajnok csapat tagja | 081 |        |
| június 16. | Bánkuti István          | labdarúgó, edző                                                      | 055 |        |
| június 15. | Szaíd Belkola           | marokkói nemzetközi labdarúgó-játékvezető                            | 045 | –      |
| június 10. | John Gotti              | amerikai gengszter                                                   | 061 |        |
| június 9.  | Elena Burke             | kubai énekesnő                                                       | 074 | –      |
| június 7.  | Signe Hasso             | svéd-amerikai színésznő                                              | 086 |        |
| június 7.  | James Luisi             | amerikai kosárlabdázó és színész                                     | 073 |        |
| június 5.  | Dee Dee Ramone          | amerikai dalszövegíró, zenész (Ramones)                              | 050 |        |
| június 4.  | Fernando Belaúnde Terry | perui politikus, Peru elnöke 1963–1968 és 1980–1985                  | 089 |        |

## Május
| Dátum     | Név                  | Foglalkozás / tisztség                                    | Kor | Forrás          |
| --------- | -------------------- | --------------------------------------------------------- | --- | --------------- |
| május 30. | John B. Keane        | ír író                                                    | 073 |                 |
| május 29. | Mátrai Sándor        | volt válogatott labdarúgó                                 | 069 |                 |
| május 28. | Jürgen Werner        | nyugatnémet válogatott német labdarúgó, hátvéd            | 066 | [ halott link ] |
| május 26. | Orbán Ottó           | költő                                                     | 066 |                 |
| május 26. | Mamo Wolde           | olimpiai bajnok (1968) etiópiai atléta, hosszútávfutó     | 069 | –               |
| május 21. | Joe Cobb             | amerikai színész                                          | 085 |                 |
| május 21. | Niki de Saint Phalle | francia képzőművész                                       | 071 |                 |
| május 20. | Tyll Attila          | színművész                                                | 078 |                 |
| május 20. | Stephen Jay Gould    | amerikai paleontológus, evolúcióbiológus                  | 060 |                 |
| május 19. | John Gorton          | ausztrál politikus, miniszterelnök (1968–1971)            | 090 |                 |
| május 17. | Kubala László        | labdarúgóedző, volt válogatott játékos                    | 074 |                 |
| május 13. | Valerij Lobanovszkij | ukrán labdarúgóedző                                       | 063 |                 |
| május 10. | Yves Robert          | francia filmrendező (Magas szőke férfi felemás cipőben)   | 081 |                 |
| május 7.  | Robert Kanigher      | amerikai képregényalkotó (Méregcsók)                      | 086 |                 |
| május 7.  | Mijamoto Maszakacu   | japán válogatott labdarúgó                                | 063 | –               |
| május 6.  | Pim Fortuyn          | holland politikus                                         | 054 |                 |
| május 6.  | Lakatos István       | költő, műfordító                                          | 075 | –               |
| május 5.  | Hugo Banzer Suarez   | bolíviai politikus, Bolívia elnöke 1971–1978 és 1997–2001 | 075 |                 |

## Április
| Dátum       | Név                   | Foglalkozás / tisztség                                                      | Kor | Forrás |
| ----------- | --------------------- | --------------------------------------------------------------------------- | --- | ------ |
| április 27. | George Alec Effinger  | amerikai sci-fi-író                                                         | 055 |        |
| április 27. | Ruth Handler          | amerikai vállalkozó, a Barbie baba megalkotója                              | 085 | –      |
| április 25. | Lisa Lopes            | amerikai rapper, a TLC együttes tagja                                       | 030 | –      |
| április 24. | Lucien Wercollier     | luxemburgi szobrász                                                         | 093 |        |
| április 23. | Simon Tibor           | labdarúgó, edző, (meggyilkolták)                                            | 036 |        |
| április 22. | Linda Lovelace        | amerikai pornószínésznő, autóbalesetben                                     | 053 |        |
| április 20. | Pierre Rapsat         | belga énekes, dalszerző                                                     | 053 |        |
| április 18. | Thor Heyerdahl        | norvég felfedező (Kon-Tiki expedíció)                                       | 087 |        |
| április 16. | Ramiro de León Carpio | guatemalai politikus, államelnök (1993–1996)                                | 060 | –      |
| április 16. | Gáspár Sándor         | magyar kommunista politikus, szakszervezeti vezető, országgyűlési képviselő | 085 | –      |
| április 16. | Robert Urich          | amerikai színész                                                            | 055 |        |
| április 15. | Damon Knight          | amerikai sci-fi-író                                                         | 079 | –      |
| április 13. | Ivan Desny            | orosz származású francia színész                                            | 079 |        |
| április 13. | Desmond Titterington  | brit autóversenyző                                                          | 073 | –      |
| április 10. | Hjakutake Júdzsi      | japán csillagász                                                            | 051 | –      |
| április 10. | Hofi Géza             | humorista, előadóművész                                                     | 065 |        |
| április 9.  | Pat Flaherty          | amerikai autóversenyző                                                      | 076 |        |
| április 9.  | Leopold Vietoris      | osztrák matematikus, szupercentenárius                                      | 110 |        |
| április 8.  | María Félix           | mexikói színésznő                                                           | 088 |        |
| április 7.  | John Agar             | amerikai színész                                                            | 081 |        |
| április 7.  | Conny Vandenbos       | holland popénekes                                                           | 065 |        |
| április 6.  | Silvia Derbez         | mexikói színésznő (Lazos de amor)                                           | 070 |        |
| április 6.  | Nobu McCarthy         | japán-kanadai színésznő (Karate kölyök 2.)                                  | 067 |        |
| április 5.  | Bargil Pixner         | német-olasz-amerikai régész és benedek-rendi szerzetes                      | 081 | –      |
| április 5.  | Layne Staley          | az Alice in Chains együttes frontembere                                     | 034 |        |
| április 5.  | Douwe Tamminga        | fríz költő, író, műfordító                                                  | 092 |        |
| április 3.  | Heinz Drache          | német színész                                                               | 079 |        |
| április 2.  | Levi Celerio          | fülöp-szigeteki zeneszerző                                                  | 091 |        |
| április 2.  | Győrfi László         | labdarúgó, edző                                                             | 064 | –      |
| április 2.  | Szugimoto Sigeo       | japán válogatott labdarúgó                                                  | 075 | –      |
| április 1.  | Tonino Cervi          | olasz filmrendező, producer (Ezer pofon ajándékba)                          | 072 |        |
| április 1.  | Simo Häyhä            | finn katona, minden idők legeredményesebb mesterlövésze                     | 096 | –      |

## Március
| Dátum       | Név                               | Foglalkozás / tisztség                                 | Kor | Forrás          |
| ----------- | --------------------------------- | ------------------------------------------------------ | --- | --------------- |
| március 30. | Bowes-Lyon Erzsébet brit királyné | brit anyakirálynő                                      | 101 |                 |
| március 27. | Billy Wilder                      | amerikai filmrendező, forgatókönyvíró, producer        | 095 |                 |
| március 27. | Milton Berle                      | amerikai komikus, színész                              | 093 |                 |
| március 27. | Dudley Moore                      | angol színész, komikus, zeneszerző, zenész             | 066 |                 |
| március 25. | Maros Tibor                       | orvosprofesszor, szakíró                               | 079 |                 |
| március 24. | César Milstein                    | Nobel-díjas argentin-brit biokémikus                   | 074 | –               |
| március 24. | Bob Said                          | amerikai autó- és bobversenyző                         | 069 | –               |
| március 23. | E.B. Clucher                      | olasz filmrendező, forgatókönyvíró, producer, operatőr | 079 |                 |
| március 23. | Neal E. Miller                    | amerikai pszichológus                                  | 092 |                 |
| március 23. | Leif Wager                        | finnországi svéd színész, énekes                       | 080 | –               |
| március 18. | Denis Forest                      | kanadai karakterszínész                                | 041 |                 |
| március 18. | Mario Gariazzo                    | olasz forgatókönyvíró, filmrendező                     | 071 | –               |
| március 13. | Hans-Georg Gadamer                | német történész, filozófus                             | 102 |                 |
| március 12. | Szpírosz Kiprianú                 | ciprusi politikus, köztársasági elnök (1977–1988)      | 069 |                 |
| március 11. | James Tobin                       | amerikai közgazdász                                    | 084 |                 |
| március 9.  | Carlos Casares                    | galiciai író, irodalomkritikus, politikus              | 060 |                 |
| március 9.  | Irene Worth                       | amerikai színésznő                                     | 085 |                 |
| március 8.  | Justin Ahomadégbé-Tomêtin         | dahomey-i politikus, miniszterelnök (1964–1965)        | 085 |                 |
| március 8.  | Winnie Markus                     | német színésznő                                        | 080 |                 |
| március 8.  | Cassandra Rios                    | brazil LMBT-író                                        | 069 | –               |
| március 7.  | Hules Béla                        | író, költő, filozófus, eszperantista, egyetemi tanár   | 075 | [ halott link ] |
| március 4.  | Ugnė Karvelis                     | litván író                                             | 066 |                 |
| március 4.  | Elyne Mitchell                    | ausztrál gyermekkönyvíró                               | 088 |                 |
| március 4.  | Velibor Vasović                   | jugoszláv válogatott szerb labdarúgó, edző             | 082 | –               |

## Február
| Dátum       | Név                    | Foglalkozás / tisztség                                                                    | Kor | Forrás          |
| ----------- | ---------------------- | ----------------------------------------------------------------------------------------- | --- | --------------- |
| február 27. | Spike Milligan         | ír humorista, zenész, író, költő, drámaíró, katona, színész                               | 083 |                 |
| február 26. | Helen Megaw            | ír krisztallográfus                                                                       | 094 |                 |
| február 26. | Lawrence Tierney       | amerikai színész                                                                          | 083 |                 |
| február 22. | Chuck Jones            | amerikai animátor, forgatókönyvíró, rajzfilmes, producer, filmrendező (Bolondos dallamok) | 089 | [ halott link ] |
| február 22. | Jonas Malheiro Savimbi | angolai katona, politikus                                                                 | 067 |                 |
| február 22. | Barbara Valentin       | osztrák színésznő                                                                         | 061 |                 |
| február 21. | A. L. Barker           | amerikai író                                                                              | 083 |                 |
| február 21. | Föld Ottó              | gyártásvezető, filmproducer, filmrendező                                                  | 077 |                 |
| február 21. | John Thaw              | angol színész                                                                             | 060 |                 |
| február 20. | Both Béla              | színész                                                                                   | 091 |                 |
| február 19. | Sylvia Rivera          | amerikai LMBT-aktivista                                                                   | 050 | –               |
| február 18. | Kőrös Endre            | kémikus, az MTA tagja                                                                     | 074 |                 |
| február 16. | Walter Winterbottom    | angol labdarúgó, edző                                                                     | 089 |                 |
| február 15. | Lucille Lund           | amerikai színésznő                                                                        | 088 |                 |
| február 15. | Kevin Smith            | új-zélandi színész                                                                        | 038 |                 |
| február 14. | Domènec Balmanya       | spanyol-katalán labdarúgó és edző                                                         | 087 |                 |
| február 14. | Hidegkuti Nándor       | labdarúgó, edző, az Aranycsapat tagja                                                     | 079 |                 |
| február 13. | Waylon Jennings        | amerikai countryzenész, énekes, dalszerző                                                 | 064 |                 |
| február 11. | Barry Foster           | brit színész                                                                              | 074 |                 |
| február 10. | Vernon A. Walters      | amerikai katona, hírszerző, diplomata                                                     | 085 | –               |
| február 9.  | Margit hercegnő        | II. Erzsébet királynő testvére                                                            | 071 | [ halott link ] |
| február 8.  | Zizinho                | brazil labdarúgó                                                                          | 080 | –               |
| február 7.  | Jack Fairman           | brit autóversenyző                                                                        | 088 |                 |
| február 6.  | Max Perutz             | Nobel-díjas osztrák-brit molekuláris biológus                                             | 087 | –               |
| február 6.  | Guy Stockwell          | amerikai színész                                                                          | 068 |                 |
| február 4.  | Agatha Barbara         | Málta köztársasági elnöke                                                                 | 078 |                 |
| február 4.  | George Nader           | amerikai színész és író                                                                   | 080 |                 |
| február 3.  | Raymond Gérôme         | belga színész, színházi rendező                                                           | 081 |                 |
| február 3.  | Lukács Margit          | színésznő, A Nemzet Színésze                                                              | 087 |                 |
| február 3.  | Aglaja Veteranyi       | román-magyar származású svájci színésznő és írónő                                         | 039 | –               |
| február 1.  | Hildegard Knef         | német színésznő, szinkronszínésznő, sanzon-énekesnő, író                                  | 076 | –               |

## Január
| Dátum      | Név                  | Foglalkozás / tisztség                                                                     | Kor | Forrás |
| ---------- | -------------------- | ------------------------------------------------------------------------------------------ | --- | ------ |
| január 30. | Inge Morath          | osztrák fotográfus, fotóriporter                                                           | 078 |        |
| január 29. | Harold Russell       | kanadai származású második világháborús amerikai veterán és Oscar-díjas színész            | 088 | –      |
| január 28. | Gustaaf Deloor       | belga kerékpárversenyző                                                                    | 088 | –      |
| január 28. | Astrid Lindgren      | svéd gyermekkönyvíró                                                                       | 094 |        |
| január 27. | John James           | brit autóversenyző                                                                         | 087 | –      |
| január 23. | Pierre Bourdieu      | francia szociológus, antropológus, filozófus                                               | 071 |        |
| január 22. | Peggy Lee            | amerikai énekesnő, dalszerző, színésznő                                                    | 081 | –      |
| január 22. | Jack Shea            | kétszeres olimpiai bajnok amerikai gyorskorcsolyázó                                        | 091 |        |
| január 19. | Vavá                 | kétszeres világbajnok brazil labdarúgó                                                     | 067 | –      |
| január 17. | Camilo José Cela     | Nobel-díjas spanyol író                                                                    | 085 |        |
| január 17. | Eddie Meduza         | svéd dalszerző, zeneszerző, szövegíró, zenész, humorista, énekes és multi-instrumentalista | 053 | –      |
| január 16. | Terplán Zénó         | gépészmérnök, egyetemi tanár, akadémikus                                                   | 080 |        |
| január 13. | Ted Demme            | amerikai filmrendező, producer                                                             | 038 |        |
| január 11. | Henri Verneuil       | örmény származású francia forgatókönyvíró, filmrendező                                     | 081 |        |
| január 9.  | Dusza István         | szlovákiai magyar író, irodalom- és színikritikus, publicista                              | 050 |        |
| január 8.  | Csapody István       | botanikus, természetvédő                                                                   | 071 | –      |
| január 8.  | Alexander Prohorov   | Nobel-díjas orosz fizikus                                                                  | 085 |        |
| január 8.  | Dave Thomas          | a Wendy’s gyorsétteremlánc alapítója                                                       | 069 |        |
| január 7.  | Geoff Crossley       | brit autóversenyző                                                                         | 080 | –      |
| január 4.  | Ada Falcón           | argentin színésznő, énekesnő                                                               | 096 |        |
| január 3.  | Freddy Heineken      | a Heineken sörfőzde korábbi elnöke                                                         | 078 |        |
| január 2.  | Pablo Antonio Cuadra | nicaraguai költő, drámaíró, művészetkritikus, grafikus                                     | 089 |        |
| január 2.  | Armi Aavikko         | finn szépségkirálynő, énekesnő                                                             | 043 |        |

## Lásd még
- Halálozások 2002-ben a sportban
- Halálozások 2002-ben a filmművészetben